# Ernle Haisley
Ernle Haisley (eigentlich Ernest Leighton Oliver Haisley; * 20. Juni 1937 im Saint Catherine Parish) ist ein ehemaliger jamaikanischer Hochspringer.
Bei den Olympischen Spielen 1956 in Melbourne kam er auf den 15. Platz.
1958 siegte er bei den British Empire and Commonwealth Games in Cardiff mit seiner persönlichen Bestleistung von 2,06 m.
Bei den Panamerikanischen Spielen 1959 in Chicago und bei den Zentralamerika- und Karibikspielen 1962 in Kingston gewann er jeweils Bronze.